# Adam Friedrich Gock
Adam Friedrich von Gock (* 9. Dezember 1781 in Dettingen an der Erms; † 12. Januar 1842 in Stuttgart) war ein deutscher Politiker.

## Beruf
Gock war zunächst Forstkassier in Ellwangen. 1817 wurde er kurzzeitig Kameralverwalter beim Kameralamt Ellwangen, dann zum Finanzrat bei der Finanzkammer in Ludwigsburg befördert. 1827 wurde er Kameralverwalter und Ökonomieverwalter des evangelischen theologischen Seminars in Maulbronn. 1833 schließlich erfolgte seine Ernennung zum Oberrechnungsrat bei der Finanzkammer in Reutlingen, zuletzt war er Oberfinanzrat in Stuttgart. 
1836 erhielt Adam Friedrich von Gock das Ritterkreuz des Ordens der württembergischen Krone, welches mit dem persönlichen Adelstitel verbunden war.

## Politik
1815 nahm Adam Friedrich Gock für den Wahlbezirk Aalen an der Ständeversammlung teil. 1839 wurde er im Wahlbezirk Maulbronn in die Zweite Kammer des württembergischen Landtags gewählt. Er übte das Mandat bis zu seinem Tod 1842 aus. 